# 八达镇
八达镇，是中华人民共和国广西壮族自治区百色市西林县下辖的一个乡镇级行政单位。

## 行政区划
八达镇下辖以下地区：
城北社区、城中社区、城南社区、八达村、土黄村、木呈村、红星村、坝弄村、那卡村、花贡村、坝林村、旺子村、龙保村、周邦村、坡皿村和新达村。